# Cadre-71/2-Weltmeisterschaft 1967

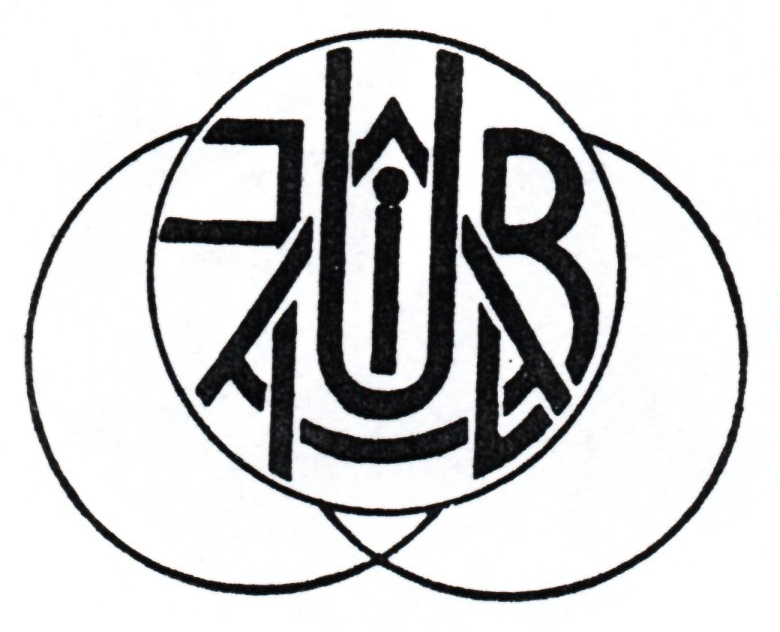
Logo UIFAB (ausrichtender Verband)

Veranstaltungsort: Düsseldorf

Die Cadre-71/2-Weltmeisterschaft 1967 war die 15. Cadre-71/2-Weltmeisterschaft. Das Turnier fand vom 6. bis zum 10. September 1967 in Düsseldorf statt. Es war die fünfte Cadre-71/2-Weltmeisterschaft in Deutschland.

## Geschichte
In Düsseldorf fand 1967 eine Weltmeisterschaft der Rekorde statt. Alle alten Weltrekorde wurden verbessert. Zwei davon schaffte der Franzose Jean Marty. Den Generaldurchschnitt (GD) verbesserte er auf 52,79 und den besten Einzeldurchschnitt (BED) auf 150,00. Erstmals Weltmeister wurde der argentinische Meister Osvaldo Berardi. Er verlor nur die Partie gegen Marty und spielte Unentschieden gegen Raymond Ceulemans. Ceulemans verlor wie schon 1966 gegen den Österreicher Johann Scherz und ist aufgrund des schlechteren GDs nur Zweiter geworden. Der 24-jährige deutsche Meister Dieter Müller startete sehr nervös in das Turnier und verlor seine ersten vier Partien. Danach spielte er hervorragend und gewann seine nächsten vier Partien in 5, 4, 8 und 3 Aufnahmen. In der letzten Partie gegen Scherz beendete er die Partie mit einer Schlussserie von 298 Punkten und verbesserte damit den Serienweltrekord von Henk Scholte aus dem Jahr 1965.

## Turniermodus
Es wurde eine Finalrunde im Round Robin System bis 300 Punkte gespielt. Bei MP-Gleichstand wird in folgender Reihenfolge gewertet:
1. MP = Matchpunkte
2. GD = Generaldurchschnitt
3. HS = Höchstserie

## Abschlusstabelle

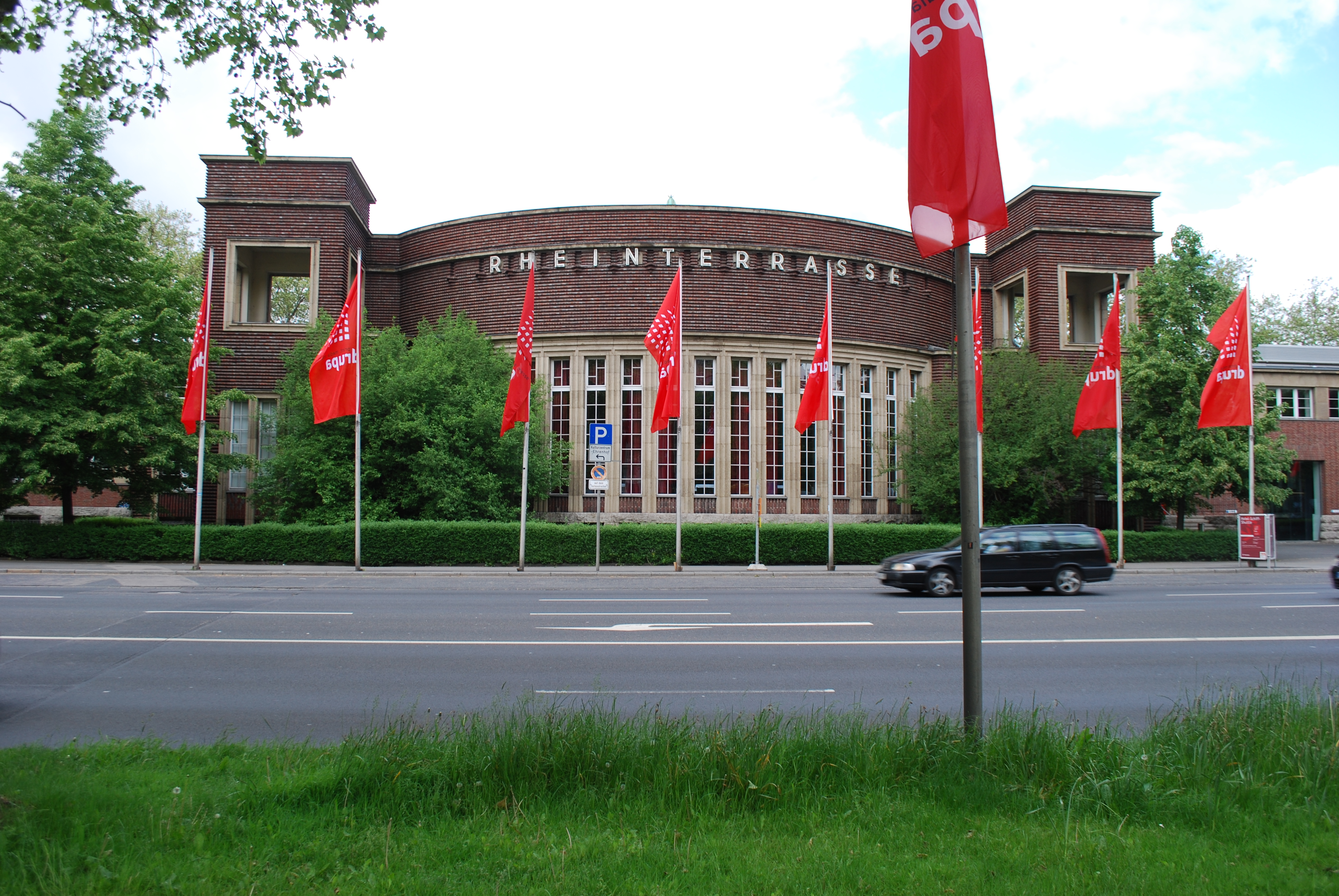
Rheinterrasse (Ostansicht)

| MP    | Match Points (Sieger = 2; Unentschieden = 1; Verlierer = 0) |
| Pkte. | Erzielte Karambolagen                                       |
| Aufn. | Benötigte Versuche                                          |
| GD    | Generaldurchschnitt                                         |
| BED   | Bester Einzeldurchschnitt eines Spielers                    |
| HS    | Höchstserie                                                 |
|       | Bester GD des Turniers                                      |
|       | Bester ED des Turniers                                      |
|       | Beste HS des Turniers                                       |
|       | 1. Platz (Gold)                                             |
|       | 2. Platz (Silber)                                           |
|       | 3. Platz (Bronze)                                           |

| Platz                      | Name                | MP   | Pkte. | Aufn. | GD    | BED    | HS  |
| -------------------------- | ------------------- | ---- | ----- | ----- | ----- | ------ | --- |
| 1                          | Osvaldo Berardi     | 13:3 | 2126  | 58    | 36,65 | 100,00 | 225 |
| 2                          | Raymond Ceulemans   | 13:3 | 2350  | 67    | 35,07 | 60,00  | 222 |
| 3                          | Jean Marty          | 12:4 | 2270  | 43    | 52,79 | 150,00 | 277 |
| 4                          | Martinus Wijnen     | 8:8  | 1878  | 54    | 33,77 | 50,00  | 236 |
| 5                          | Dieter Müller       | 8:8  | 1862  | 66    | 28,21 | 100,00 | 298 |
| 6                          | Léo Corin           | 6:10 | 1771  | 81    | 21,86 | 100,00 | 274 |
| 7                          | Johann Scherz       | 4:12 | 1430  | 55    | 26,00 | 30,00  | 116 |
| 8                          | Hans Vultink        | 4:12 | 1685  | 67    | 25,14 | 50,00  | 198 |
| 9                          | Siegfried Spielmann | 4:12 | 1476  | 71    | 20,78 | 25,00  | 129 |
| Turnierdurchschnitt: 29,97 |                     |      |       |       |       |        |     |